# Pelengsolfjäderstjärt
Pelengsolfjäderstjärt (Rhipidura habibiei) är en nyligen beskriven fågelart i familjen solfjäderstjärtar inom ordningen tättingar.

## Utbredning och systematik
Pelengsolfjäderstjärt förekommer enbart på ön Peleng i ögruppen Banggaiöarna i Indonesien. Den beskrevs först 2020 som en ny art för vetenskapen.

## Status
IUCN erkänner den ännu inte som god art, varför dess hotstatus inte bedömts.